# Купівля-продаж Аляски

Аляску позначено червоним

38°53′42″ пн. ш. 77°02′12″ зх. д. / 38.895° пн. ш. 77.0367° зх. д.
Купівля-продаж Аляски (англ. Alaska Purchase — придбання Аляски) — угода між Російською імперією і Сполученими Штатами Америки про продаж заморських володінь Російської імперії на північному заході Північної Америки, за 7 200 000 доларів. Договір був остаточно виконаний 1 серпня 1868 року. За ним Російська імперія позбулась більшої частини своїх територій, що складали Російську Америку. Реакція на купівлю Аляски серед американців була переважно позитивною, оскільки багато хто вважав, що Аляска стане базою для розширення американської торгівлі в Азії. Деякі опоненти позначали купівлю як «Безумство Сьюарда» або «Льодовник Сьюарда» оскільки вони стверджували, що Сполучені Штати придбали марну землю.
Головною причиною продажу Аляски переважна більшість світового наукового історичного співтовариства однозначно називає програш Російської імперії Кримської війни (1853—1856). Радянсько-путінська історіографія головним чином спирається на два аргументи, а саме: Аляску майже за безцінок продали, щоб «задобрити США» та запропонувати їм свою «дружбу», бо «вони і так могли забрати Аляску силою задарма». Також з 1960-х поширюється міф, що Аляску насправді віддали в оренду на 100 років.

## Історія
Після програшу Кримської війни від коаліції Великої Британії та Франції Російська імперія опинилася у складному фінансовому становищі. Царський уряд боявся втрати Аляски без будь-якої компенсації в разі нового військового конфлікту, особливо якщо він відбуватиметься зі Сполученим Королівством Великої Британії та Ірландії, від чийого флоту надзвичайно важко захищати віддалену територію і він може легко перемогти російські війська. Тим більш, що до того часу Велика Британія вже мала відкриті золоті копальні в прибережній до Аляски території Британської Колумбії і активно цікавилася золотими запасами сусідньої Аляски. Тому Олександр II вирішив продати Аляску Сполученим Штатам і доручив російському послові у Вашингтоні баронові Едуарду фон Стеклю вступити в переговори з тодішнім держсекретарем США Вільямом Сьюардом.

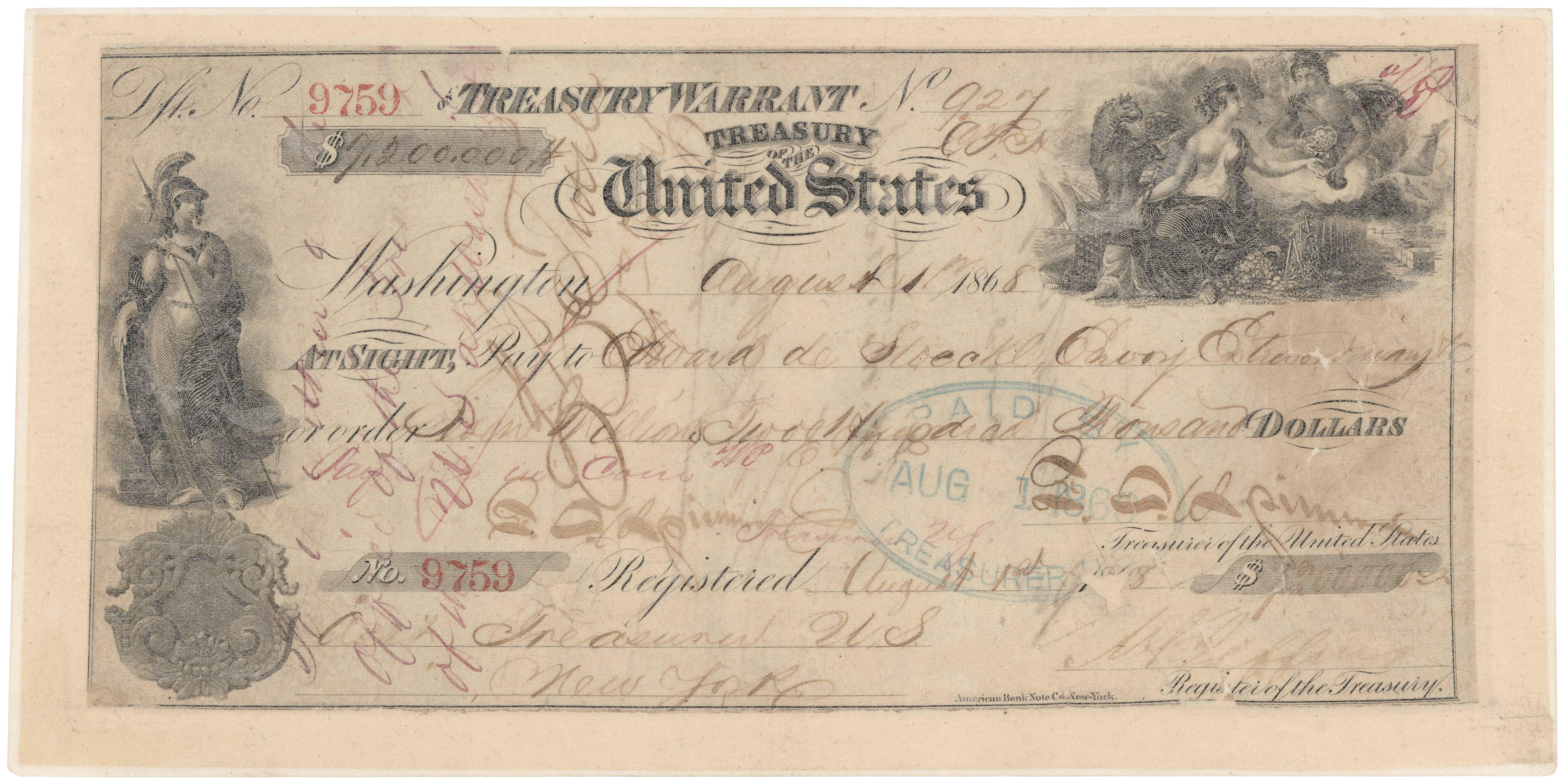
Чек, яким оплачена купівля Аляски

Але ще напередодні Кримської війни ідею продати Аляску в досить делікатній формі висловлював генерал-губернатор Східного Сибіру Микола Муравйов-Амурський. Його міркування зводилися до того, що питання про передачу Сполученим Штатам російських заокеанських володінь рано чи пізно буде поставлене і захистити ці віддалені території Російської імперії не зможе. Російське населення на Алясці становило тоді за різними підрахунками від 600 до 800 чоловік. Креолів налічувалося близько 1900, алеутів трохи менше п'яти тисяч. На цій території проживало 40 000 індіанців тлінкитів, які не вважали себе підданими Російської імперії. Для освоєння території площею понад 1,5 мільйона км², настільки далекого від інших російських земель, росіян було явно недостатньо.
Жодної російської колонії не було створено на Алясці, але Російська Православна Церква відправляла до тубільців місіонерів і будувала церкви. Близько 700 росіян домагалися суверенітету на території, яка вдвічі більша за Техас.
Ініціатива продажу Аляски Сполученим Штатам належить князю Костянтину і посланнику Російської імперії в США Едуарду Стеклю, які починаючи з 1857 року наполягали на необхідності позбавити Російську імперію від невиправдано високих фінансових витрат на утримання цієї території та російських торгових компаній, що перебувають на ній, а також з метою уникнення небезпеки військового зіткнення через Аляску з Великою Британією або навіть Сполученими Штатами.
Імператор Олександр II та уряд Російської імперії знали про наявність багатих золотоносних руд біля Аляски (як знав про них, зокрема, державний секретар США В. Сьюард). Але це обставина лише прискорила ухвалення рішення про продаж Аляски з побоювання, що американські золотошукачі, почувши про багаті поклади золота, почнуть самостійно і в масовому масштабі проникати на цю російську територію та захоплювати її, що може призвести в будь-якому випадку до її втрати через неможливість захистити її чи навіть до конфлікту зі США.
Переговори про придбання Аляски у Російської імперії почалися 1867 року при президенті Ендрю Джонсоні (1808—1875) за наполяганням державного секретаря Вільяма Сьюарда. 28 грудня 1866 року на особливому засіданні в парадному залі міністерства закордонних справ Російської імперії, що проходив за участю імператора Олександра II, великого князя Костянтина, міністра закордонних справ Олександра Горчакова, міністра фінансів Михайла Рейтерна, керівника морського міністерства Миколи Краббе та посланця у Вашингтоні Едуарда Стекля, було ухвалено продати російські володіння у Північній Америці. О 4-й годині ранку 30 березня 1867 року був підписаний договір про продаж Російською імперією Аляски Сполученим Штатам Америки за 7 200 000 доларів (11 мільйонів царських рублів).
Більшість дослідників сходяться на тому, що договір про продаж Аляски був взаємовигідним результатом здійснення американських геополітичних амбіцій і заснованого на тверезому розрахунку рішення Російської імперії зосередити зусилля на освоєнні Приамур'я і Примор'я, приєднаних до Російської імперії 1860 року. У самій Америці в той час було мало охочих купувати величезну територію, яку противники угоди називали заповідником для білих ведмедів. Сенат США ратифікував договір лише більшістю в один голос. Але коли на Алясці були виявлені золото, і багаті мінеральні ресурси, ця угода була визнана головним досягненням адміністрації президента Ендрю Джонсона.
Саме найменування Аляска з'явилося при проходженні договору про покупку через Сенат США. Тоді сенатор Чарльз Самнер у своїй промові на захист придбання нових територій, дотримуючись традицій корінного населення Алеутських островів, дав їм нове найменування Аляска, тобто «Велика земля».
1 серпня 1868 року російський повірений у справах у Вашингтоні барон Стекль отримав у казначействі Північноамериканських Сполучених Штатів чек на 7 мільйонів 200 тис. доларів. Ця фінансова операція поставила крапку в одній з найбільших у світовій історії угод з продажу територіальних володінь. Російські колонії на Північноамериканському континенті площею 1 519 тис. км², згідно з договором, підписаним 18 (30) березня 1867 року, перейшли під суверенітет Сполучених Штатів.

## Церемонія передачі Аляски під юрисдикцію США
Офіційна церемонія передачі Аляски Сполученим Штатам Америки відбулася ще до отримання чека — 18 жовтня 1867 року. У цей день в столиці російських поселень у Північній Америці Ново-Архангельску (нині місто Сітка) під артилерійський салют і при параді військових двох країн було спущено російський прапор і піднято американський. 

## Подальші зміни
Відтоді на всю частину північного заходу Північної Америки західніше 141-го меридіану зах. довготи, яка включає сам материк, п-ів Аляска, Алеутські острови. А також на вузьку полоску землі на південному сході напроти Британської Колумбії та сам архіпелаг Олександра напроти розповсюджується суверенітет США.
США отримали додаткові тисячі кілометрів Тихоокеанського узбережжя (Берингове море та  затока Аляска), а також вперше вихід в Північний Льодовитий океан (частина Чукотського моря та море Бофорта).
18 жовтня в США відзначається «День Аляски». У самому штаті офіційним святом вважається день підписання Договору 30 березня.
Уже 18 жовтня 1867 р. на придбаній території був утворений Департамент Аляска.
17 травня 1884 року Аляска отримала статус округу, 1912 року була офіційно оголошена територією США. 1959 року Аляска стала 49-м штатом Сполучених Штатів. У січні-лютому 1977 року між урядами СРСР і США відбувся обмін нотами, які підтверджували, що передбачена договором 1867 року «західна межа уступленних територій», що проходить у Північному океані, Чукотському і Беринговому морях, використовується для розмежування районів юрисдикції СРСР і США в галузі рибальства в цих морських районах. Після розпаду СРСР правонаступником укладених Союзом міжнародних угод стала Російська Федерація.

## Цікаві факти
При церемонії передачі більшої частини володінь Російської імперії в Північній Америці Сполученим Штатам Америки російський прапор РАК зняли за третім разом. Орел на зображенні зачепився канатами об флагшток. Зрештою його неохайно зняли. Він упав на російські штики . Це породило конспірологічні теорії, що природа не хотіла віддавати Аляску.
Американський прапор піднімали без проблем.

## Розповсюдження чуток
В першій половині 1960-х років в Радянському Союзі серед населення стали розповсюджуватись чутки, що начебто Російської імперії свого часу продала Аляску США «не на зовсім», а здала в оренду за гроші строком на 100 років. І ось в 1967 році, коли сповняться ці сто років, «ми зажадаємо свою землю назад». Більшість населення СРСР було історично неосвіченим і звісно ніколи у вічі не бачило документів та текстів царських угод, тим більш з урядом на той час «ворожих» до СРСР США. Точна дата продажу Аляски США більшості «радянських трудящих» також була невідомою. Тому одна з версій цієї ж чутки свідчила, що «Аляску продала Катерина II строком на 150 років»
Кому і для чого знадобилося розповсюджувати цю чутку в інформаційно повністю закритому цензурою СРСР — можна тільки здогадуватися.